# Swanomia brevimandibulata
Swanomia brevimandibulata is een mosdiertjessoort uit de familie van de Cellariidae. De wetenschappelijke naam van de soort is voor het eerst geldig gepubliceerd in 1969 door Moyano.